# 三輪数比古
三輪 数比古（みわ かずひこ ラテン文字：Kazuhiko MIWA）は、日本の建築家。　Magicbus Building Workshop  マジックバス・ビルディングワークショップ主宰。福岡県北九州市生まれ。

## 代表作品
- サングレイス　パセオデラルス（2001年）　神奈川建築コンクール優秀賞受賞
- 函館カトリック宮前町教会（2005年）
- 函館山の共同住宅（2006年）　函館都市景観賞受賞

## 受賞歴
- 英国主催ドールズハウス設計競技入賞
- 福井市劇場文化施設プロポーザルファイナリスト
- 函館カトリック教会プロポーザル1等入賞
- 第46回神奈川建築コンクール優秀賞受賞
- 現代白河の関入賞
- 第17回函館都市景観賞受賞
- 神奈川県建築士事務所協会40周年記念仮設住宅計画コンペティション 優秀賞受賞
- ❒³LE（キュービクル）：最低限のシェルター空間国際設計コンペティション　優秀賞受賞